# From Paris to Berlin (chanson)
Singles de Infernal
Banjo Thing
(2003) Keen on Disco
(2005)
Clip vidéo
[vidéo] « From Paris to Berlin », sur YouTube
From Paris to Berlin est une chanson du groupe dance-pop danois Infernal. Il est sorti en 2004 en tant que troisième single de leur troisième album studio, From Paris to Berlin.
Elle est connue comme leur chanson signature car c'était la première à figurer dans de nombreux pays d'Europe et d'Australie en 2005 et 2006. Il est allé au numéro un sur le Singles Chart danois, au numéro deux en Irlande et au Royaume-Uni et au numéro six en Norvège. Le single était le sixième single le plus vendu au Royaume-Uni en 2006. Shi Xin Hui, une chanteuse de Singapour, a enregistré une reprise de cette chanson. La couverture s'appelait From Taipei to Beijing et son premier album est sorti sous le même nom en novembre 2006.
Avant la Coupe du monde de football 2006, la chanson avait été réenregistrée pour les fans anglais, avec des paroles célébrant l'équipe nationale de football d'Angleterre avec le titre From London to Berlin. Cependant, la chanson a été retirée de la radio et de la télévision après le KO prévu de l'Angleterre de la Coupe du monde. En 2007, une vidéo du DJ Colin Murray de la BBC Radio 1 dansant sur cette chanson a été publiée sur le site Web de Radio 1.

## Performances dans les charts
From Paris to Berlin a été le single d'Infernal le plus populaire à ce jour et a rencontré une grande partie de son succès lors de sa réédition en avril 2006. Après avoir été utilisée pour soutenir l'équipe de football d'Angleterre et qu'une vidéo du célèbre disc-jockey Colin Murray dansant sur la chanson a été diffusée, la chanson a grimpé en flèche dans les charts au numéro deux et s'est vendue à de nombreux exemplaires, arrivant au numéro 6 de l'année dans la liste finale des singles les plus vendus en 2006 au Royaume-Uni.

## Clip musical
Le clip officiel de la chanson est largement inspiré du film Tron.  et un clip vidéo tourné en mai 2004.

## Formats et listes de pistes
| 1. | From Paris to Berlin (version radio)                                | 3:27 |
| 2. | From Paris to Berlin (version longue)                               | 5:59 |
| 3. | From Paris to Berlin (Inf : club mix)                               | 6:22 |
| 4. | From Paris to Berlin (DJ Aligator rencontre Mr. President club mix) | 6:36 |

| 1. | From Paris to Berlin (version radio)  | 3:29 |
| 2. | From Paris to Berlin (version longue) | 6:03 |

| 1. | From Paris to Berlin (montage radio)           |  |
| 2. | From Paris to Berlin (remix original étendu)   |  |
| 3. | From Paris to Berlin (remix de United Nations) |  |
| 4. | From Paris to Berlin (remix de Hoxton Whores)  |  |
| 5. | From Paris to Berlin (vidéo)                   |  |

| 1. | De Paris à Berlin (version longue) | 6:03 |
| 2. | De Paris à Berlin (version radio)  | 3:29 |
| 3. | De Paris à Berlin (Inf : club mix) | 6:24 |

| 1. | From Paris to Berlin (version radio)        | 3:29 |
| 2. | From Paris to Berlin (mix radio Casino)     | 2:57 |
| 3. | From Paris to Berlin (version longue)       | 6:03 |
| 4. | From Paris to Berlin (Inf : club mix)       | 6:24 |
| 5. | From Paris to Berlin (mix DJ Aligator club) | 6:37 |

| 1. | From Paris to Berlin (version radio)    | 3:29 |
| 2. | From Paris to Berlin (mix radio Casino) | 2:57 |

## Cartes et certifications
| Classement (2004 - 2007)                | Meilleure position |
| --------------------------------------- | ------------------ |
| Allemagne (Media Control AG)            | 32                 |
| Australie (ARIA)                        | 20                 |
| Autriche (Ö3 Austria Top 40)            | 49                 |
| Belgique (Flandre Ultratop 50 Singles)  | 3                  |
| Belgique (Wallonie Ultratop 50 Singles) | 10                 |
| Danemark (Tracklisten)                  | 1                  |
| Espagne (PROMUSICAE)                    | 20                 |
| Europe (European Hot 100 Singles)       | 7                  |
| France (SNEP)                           | 14                 |
| Finlande (Suomen virallinen lista)      | 2                  |
| Hongrie (Dance Top 40)                  | 2                  |
| Italie (FIMI)                           | 28                 |
| Irlande (Irish Singles Chart)           | 2                  |
| Pays-Bas (Single Top 100)               | 12                 |
| Norvège (VG-lista)                      | 6                  |
| Slovaquie (IFPI Singles Digitál)        | 98                 |
| Suède (Sverigetopplistan)               | 57                 |
| Suisse (Schweizer Hitparade)            | 61                 |
| Royaume-Uni (UK Dance Chart)            | 15                 |
| US Hot Dance Airplay (Billboard)        | 25                 |

| Classements (2005)             | Position |
| ------------------------------ | -------- |
| Belgium (Ultratop 50 Wallonia) | 66       |
| France (SNEP)                  | 53       |

| Classement (2006)                 | Position |
| --------------------------------- | -------- |
| Europe (European Hot 100 Singles) | 69       |
| Netherlands (Dutch Top 40)        | 24       |
| Netherlands (Single Top 100)      | 34       |
| UK Singles (OCC)                  | 6        |

| Pays                                                                       | Certification | Ventes certifiées |
| -------------------------------------------------------------------------- | ------------- | ----------------- |
| Danemark (IFPI Danemark)                                                   | 4 × Platine   | 360 000‡          |
| Royaume-Uni (BPI)                                                          | Or            | 400 000‡          |
| xNon précisé par la certification ‡ventes/streaming selon la certification |               |                   |